# عابد كشميري
عابد كشميري (4 مايو 1950 - 11 أكتوبر 2024)، هو ممثل سينمائي وتلفزيوني ومسرحي وكوميدي باكستاني.  عمل في الأفلام والدراما الأردية الباكستانية بالإضافة إلى عمله في الدراما المسرحية. توفي كشميري في 11 أكتوبر 2024، عن عمر ناهز الرابعة والسبعين.

## الجوائز
حصل كشميري على جائزة نيجار لأفضل فيلم كوميدي في فيلم بازار الحسن (1988).

## روابط خارجية
- عابد كشميري في قاعدة بيانات الأفلام على الإنترنت